# Kolhätting
Kolhätting, Galerina carbonicola, är en svampart som beskrevs av Alexander H. Smith 1953.
Enligt Dyntaxa anses Galerina phillipsii D.A. Reid vara en synonym till Galerina carbonicola (med hävisning till Funga Nordica 2008), men så ej på Species Fungorum eller MycoBank
Kolhätting är reproducerande i Sverige.